# 中铁乡
中铁乡，是中华人民共和国青海省海南藏族自治州兴海县下辖的一个乡镇级行政单位。

## 行政区划
中铁乡下辖以下地区：
杜宗村、吉浪村、恰青村、豆后塘村、然毛村、隆吾龙村和民族村。